# Ry X
Ry Cuming (* in Angourie, New South Wales), auch bekannt als Ry X, ist ein australischer Musiker.

## Biografie
Ry Cuming stammt von der Ostküste Australiens und wuchs in der Gegend um Byron Bay auf. Mit 18 Jahren warf er seine Ausbildung hin und reiste nach Zentralamerika. In Costa Rica wurde er 2006 von einem US-amerikanischen Regisseur entdeckt und nach Los Angeles geholt. Er arbeitete an seiner Musikkarriere und veröffentlichte 2010 sein Debütalbum bei Jive Records. Es wurde von John Alagía produziert und Sara Bareilles gehörte zu seinen Gesangspartnern auf dem Album. Obwohl er danach auch bei Auftritten von Künstlern wie Maroon 5 oder Phantom Planet im Vorprogramm spielte, gelang ihm der Durchbruch nicht.
In Europa machte er erstmals 2012 zusammen mit dem Produzenten Frank Wiedemann von Âme auf sich aufmerksam. Dieser nahm sich sein Lied Howling vor und machte daraus ein erfolgreiches Elektro-Stück mit Cumings Gesang. Daraus entwickelte sich das gemeinsame, nach dem ersten Song benannte Elektroprojekt Howling.
Im Jahr 2013 unterschrieb er beim schwedischen Label Dumont Dumont, wo er eine Solo-EP unter dem Künstlernamen Ry X veröffentlichte. Das Titellied Berlin wurde für die Werbung entdeckt und im Werbespot für ein neues Fernsehgerät eingesetzt und konnte sich danach in Frankreich, England und Deutschland, wo der Spot ausgestrahlt wurde, in den Charts platzieren.

## Diskografie
Alben
- 2010: Ry Cuming
- 2014: Liminal (als Teil der Band The Acid mit Steve Nalepa und Adam Freeland)
- 2016: Dawn
- 2019: Unfurl

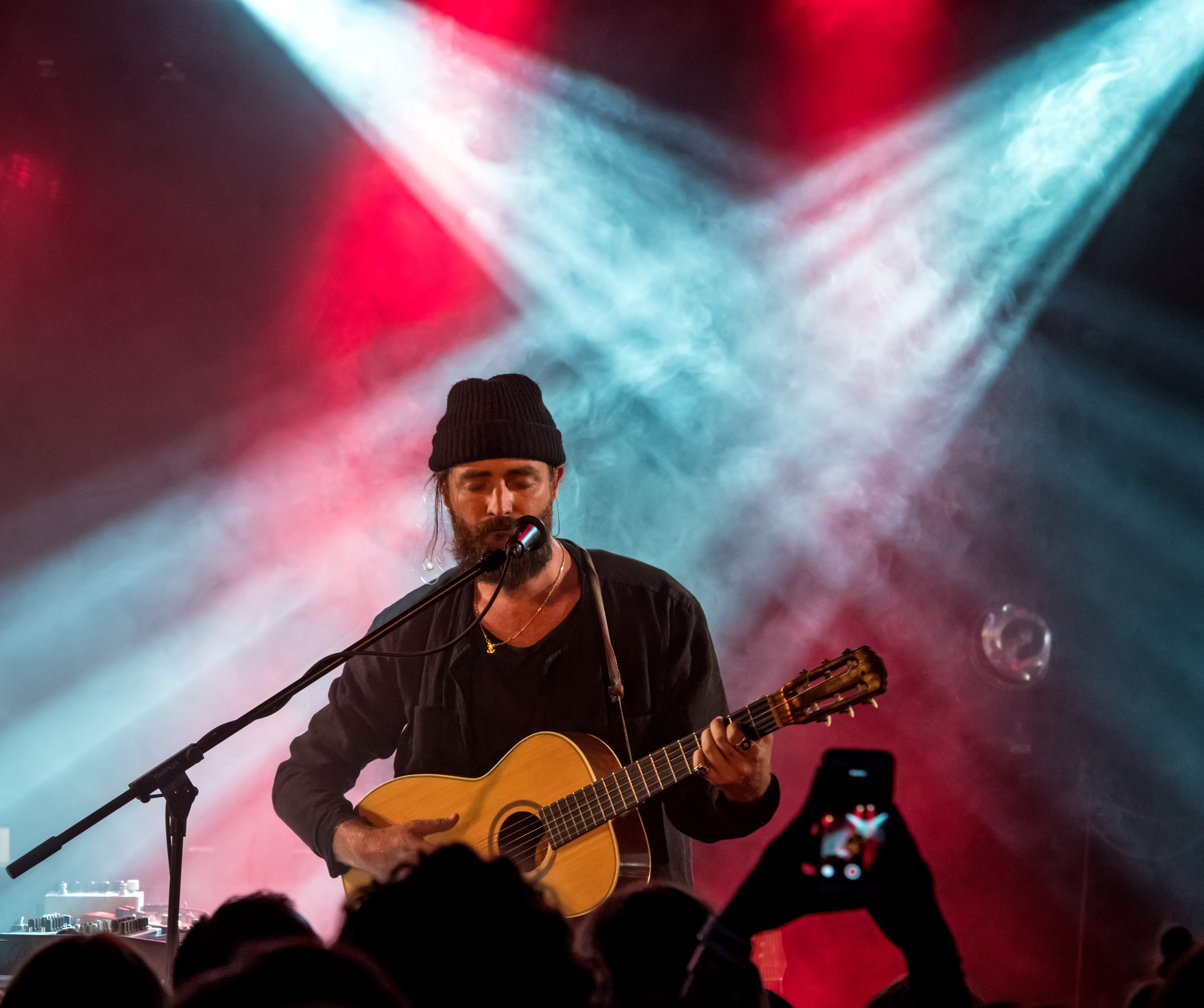
Ry X auf dem ZMF 2017 in Freiburg

- 2020: Live from the Royal Albert Hall (mit dem London Contemporary Orchestra)
- 2022: Blood Moon

EPs
- 2013: Berlin (AU: Gold)

Singles
- 2010: Always Remember Me (feat. Sara Bareilles)
- 2012: Howling (mit Frank Wiedemann)
- 2013: Shortlines (mit Frank Wiedemann)
- 2013: Berlin
- 2016: Salt
- 2016: Only (UK: Silber)
- 2017: Bad Love
- 2018: Untold
- 2018: Yayaya
- 2019: Foreign Tides

## Auszeichnungen für Musikverkäufe
| Goldene Schallplatte - Brasilien - 2023: für die Single Only Platin-Schallplatte - Schweden - 2022: für die Single Berlin | 2× Platin-Schallplatte - Norwegen - 2022: für die Single Berlin |

Anmerkung: Auszeichnungen in Ländern aus den Charttabellen bzw. Chartboxen sind in ebendiesen zu finden.
| Land/RegionAuszeichnungen für Musikverkäufe (Land/Region, Auszeichnungen, Verkäufe, Quellen) | Silber     | Gold     | Platin     | Verkäufe | Quellen             |
| -------------------------------------------------------------------------------------------- | ---------- | -------- | ---------- | -------- | ------------------- |
| Australien (ARIA)                                                                            | —          | Gold1    | —          | 35.000   | aria.com.au         |
| Brasilien (PMB)                                                                              | —          | Gold1    | —          | 20.000   | pro-musicabr.org.br |
| Norwegen (IFPI)                                                                              | —          | —        | 2× Platin2 | 120.000  | ifpi.no             |
| Schweden (IFPI)                                                                              | —          | —        | Platin1    | 80.000   | Einzelnachweise     |
| Vereinigtes Königreich (BPI)                                                                 | 2× Silber2 | —        | —          | 400.000  | bpi.co.uk           |
| Insgesamt                                                                                    | 2× Silber2 | 2× Gold2 | 3× Platin3 |          |                     |